# ミクトランテクートリ

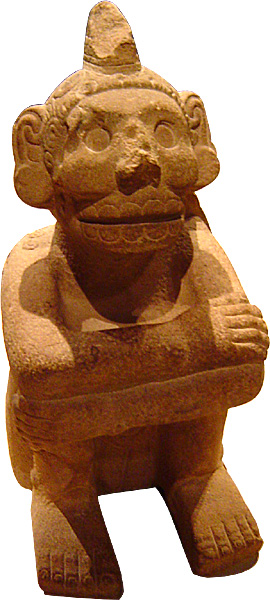
ロンドンの大英博物館所蔵のミクトランテクートリの像。

アステカ神話においてミクトランテクートリ（ミクトランテクトリとも呼ばれる。Mictlantecuhtli, “ミクトランの主”という意味）は、最下層の冥府ミクトランの王であるにして死の神である。「頭から落ちるもの」を意味するツォンテモックの別名もある。

## 解説
ミクトランテクートリは蜘蛛、梟、蝙蝠、間際、北の方角に関連付けられ、点々と鮮血が着いた頭蓋骨や骸骨、または眼球を突き出した人として描かれる。彼の頭飾りは梟の羽と紙の旗で飾られており、人の目玉の首飾りを着けている。時には蝙蝠の姿で表されることもある。

## 神話
ミクトランテクートリは、妻のミクトランシワトルと共に窓のない家に住んで死者を支配している。また、ずる賢い性格をしている。
双子の神ケツァルコアトルとショロトルは新しく人間を再生させるために、ミクトランテクートリの挑発をかわし、前の時代の人間の骨を盗み出した。ミクトランテクートリは彼らを追いかけたが逃した。途中で彼らが骨を落として折ってしまったため、創造された人間達の背格好がバラバラとなった。